# Lauenfeld
Lauenfeld war ein Ort im Kreis Heiligenbeil in Ostpreußen. Seine Ortsstelle liegen heute im Munizipalkreis Rajon Bagrationowsk (Stadtkreis Preußisch Eylau) in der Oblast Kaliningrad (Gebiet Königsberg (Preußen)) der Russischen Föderation.

## Geographische Lage
Die Ortsstelle Lauenfeld liegt wenige Kilometer nördlich der russisch-polnischen Staatsgrenze im südlichen Westen der Oblast Kaliningrad, 18 Kilometer östlich der früheren Kreisstadt Heiligenbeil (russisch Mamonowo) bzw. 29 Kilometer westlich der heutigen Rajonshauptstadt Bagrationowsk (deutsch Preußisch Eylau).

## Geschichte
Lauenfeld, war vor 1928 ein Gutsdorf, dann eine zum Staatsforst Preußisch Eylau gehörende Försterei, kam 1874 zum neu errichteten Amtsbezirk Hermsdorf (russisch Pogranitschny) im ostpreußischen Kreis Heiligenbeil. Im Jahre 1910 zählte der kleine Gutsbezirk fünf Einwohner.
Am 27. Dezember 1917 wurde das Waldvorwerk Marienhöhe aus dem Gutsbezirk Weßlienen, Amtsbezirk Balga, nach Lauenfeld umgegliedert. Am 30. September 1928 schließlich schlossen sich Lauenfeld und der Nachbargutsbezirk Schönrade zur neuen Landgemeinde Schönrade zusammen.
In Kriegsfolge kam Lauenfeld 1945 mit dem gesamten nördlichen Ostpreußen zur Sowjetunion. Doch wohl aufgrund der Grenzlage fand keine reguläre Besiedlung statt, eine russische Namensgebung erfolgte nicht, ebenso wenig die Zuordnung zu einem Dorfsowjet nach 1947. Lauenfeld verwaiste und gilt heute als untergegangen.
Die kaum noch erkennbaren Ortsstelle befindet sich im Munizipalkreis Rajon Bagrationowsk (Stadtkreis Preußisch Eylau) in der russischen Oblast Kaliningrad (Gebiet Königsberg (Preußen)).

## Religion
Vor 1945 gehörte Lauenfeld zum evangelischen Kirchspiel Hermsdorf der Vereinigten Kirchengemeinden Hermsdorf (russisch Pogranitschny) und Pellen (polnisch Piele) in der Kirchenprovinz Ostpreußen der Kirche der Altpreußischen Union.

## Verkehr
Die Ortsstelle Lauenfeld liegt nördlich einer Nebenstraße, die von Kornewo (Zinten) über Pogranitschny zur Ortsstelle von Deutsch Thierau (russisch Iwanzowo) am russisch-polnischen Grenzübergang Mamonowo II/Grzechotki der heutigen Regionalstraße 27A-002 (ex R 516, jetzt auch E 28, einstige „Berlinka“) führt. 